# Hemieuxoa fakosharga
Hemieuxoa fakosharga là một loài bướm đêm trong họ Noctuidae.